# Adriaan Leonard van Heteren
Adriaan Leonard van Heteren ('s-Gravenhage, 1722 - aldaar, 14 mei 1800) was bewindhebber van de West-Indische Compagnie, de Sociëteit van Suriname (1781-1792) en een bekend kunstverzamelaar. Zijn vader was solliciteur-militair. 
In 1742 werd hij als jurist ingeschreven aan de Universiteit van Leiden  en was toen hij in 1745 huwde met zijn nicht, schepen van den Hove van Schielant en kanunnik van het Kapittel van Sint Jan te Utrecht. Hij woonde op Lange Voorhout 16 en bezat een kostbare collectie schilderijen, met werken van Adriaen Brouwer, Jan van der Heyden, Van Ostade, Jan Steen en Gerard ter Borch. Gerard Hoet heeft in 1752 een catalogus uitgegeven. De collectie is in 1809 in haar geheel verworven voor het Koninklijk Museum, tegenwoordig het Rijksmuseum.
Het Leids Kunsthistorisch Jaarboek 1985 had de Achttiende-eeuwse kunst in de Nederlanden als onderwerp. Hierin een uitgebreid artikel over Van Heteren en een analyse van zijn kunstverzameling onder de titel "Een verstandig Ryk Man". De achttiende-eeuwse kunstverzamelaar Adriaan Leonard van Heteren. De auteur, kunsthistoricus Th.L.J. (Dick) Verroen, gaat uitvoerig in op aan- en verkopen en plaatst deze tegen de achtergrond van de in die tijd geldende criteria die aan een verzameling werden gesteld. Ook plaatst hij de verzamelaar in een cultuur-historisch kader. 